# Zadnia Durna Baszta
Zadnia Durna Baszta (słow. Zadná pyšná bašta) – turnia w środkowym fragmencie Durnej Grani w słowackiej części Tatr Wysokich. Na północy graniczy ze Skrajnym Durnym Kopiniakiem, od której oddziela go wybitny  Wyżni Durny Karb, natomiast na południe od Zadniej Durnej Baszty położona jest Pośrednia Durna Baszta, oddzielona Pośrednim Durnym Karbem.
Turnia jest wyłączona z ruchu turystycznego. Zachodnie stoki Zadniej Durnej Baszty opadają do Spiskiego Kotła, natomiast wschodnie do Klimkowego Żlebu – dwóch odgałęzień Doliny Małej Zimnej Wody i jej górnego piętra, Doliny Pięciu Stawów Spiskich. Drogi dla taterników prowadzą na wierzchołek granią od południa lub od północy oraz z Klimkowego Żlebu i Spiskiego Kotła. Od strony Klimkowego Żlebu turnia jest widoczna jako mały blok szczytowy o kształcie baszty. Jej zachodnia ściana opada do stromej rynny.
Pierwsze wejścia na Zadnią Durną Basztę miały miejsce przy okazji pierwszych przejść Durnej Grani.

## Przypisy

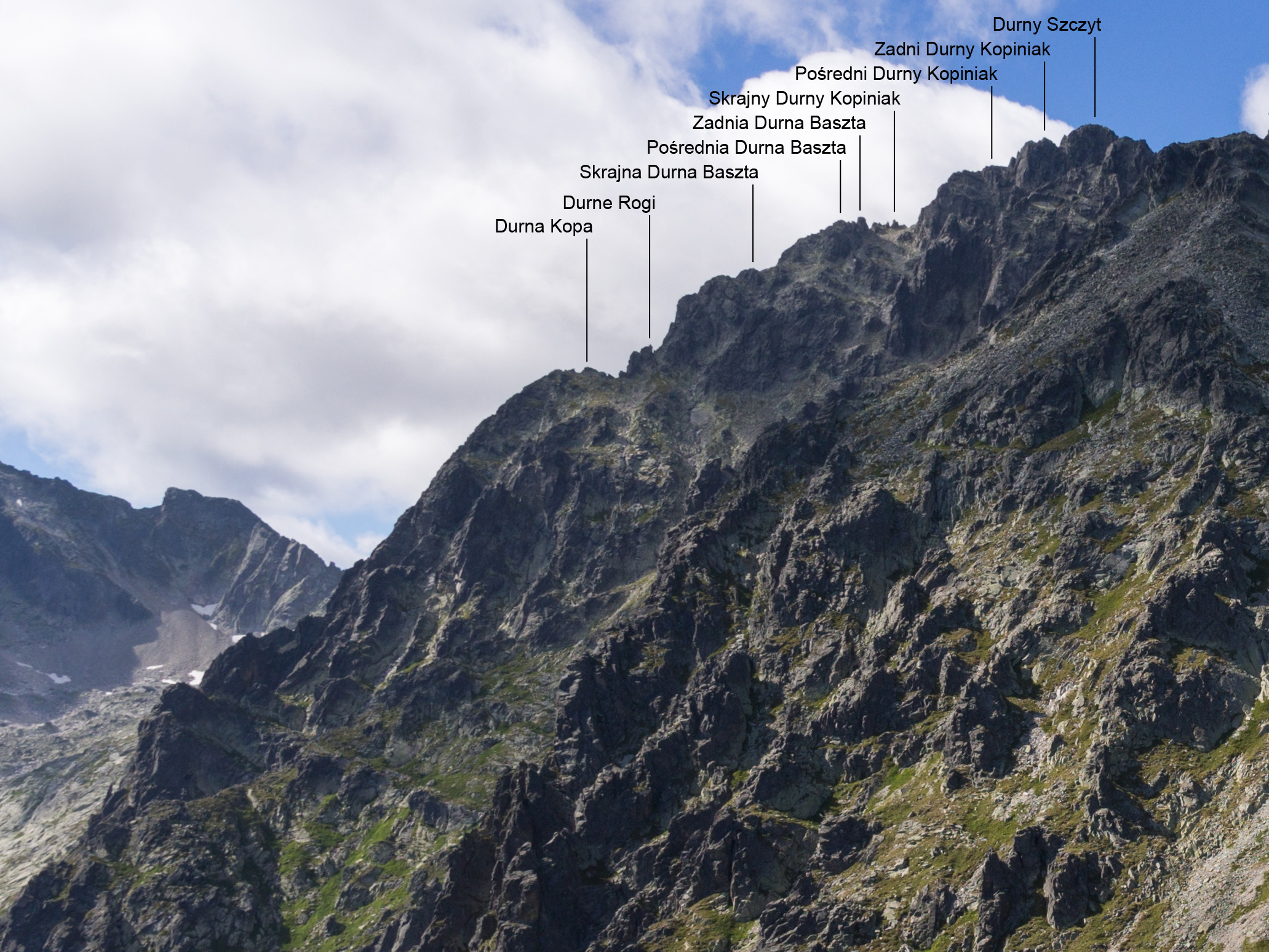
Widok na Durną Grań z Wielkiej Łomnickiej Baszty